# Лавстыки (Октябрьский район)
Лавстыки (бел. Лаўсты́кі) — деревня в Октябрьском районе Гомельской области Белоруссии. В составе Октябрьского сельсовета.
На востоке граничит с лесом.

## География

### Расположение
В 4 км на юг от Октябрьского, 207 км от Гомеля, 2 км от железнодорожной станции Рабкор (на ветке Бобруйск — Рабкор от линии Осиповичи — Жлобин).

## Гидрография
На западе мелиоративный канал.

## Транспортная сеть
Транспортные связи по просёлочной, затем автомобильной дороге Октябрьский — Озаричи. Планировка состоит из трёх коротких, меридиональных улиц, застроенных деревянными усадьбами.

## История
По письменным источникам известна с XVIII века как деревня в Рудобельском войтовстве Бобруйском повете Минском воеводстве Великого княжества Литовского. После 2-го раздела Речи Посполитой (1793 год) в составе Российской империи. В 1844 году в составе поместья Рудобелка. Обозначена на карте 1866 года, использовавшейся Западной мелиоративной экспедицией, работавшей в этом районе в 1890-е годы. В 1908 году в Рудобельской волости Бобруйского уезда Минской губернии.
В 1931 году организован колхоз. Во время Великой Отечественной войны немецкие оккупанты в начале апреля 1942 года полностью сожгли деревню, расстреляли и сожгли 800 жителей, в том числе из близлежащих деревень (похоронены в могилах жертв фашизма в центре и в 0,2 км на юго-запад от деревни). 30 жителей погибли на фронте. Согласно переписи 1959 года размещалось подсобное хозяйство Мозырьской нефтеразведывательной экспедиции глубокого бурения. Располагались клуб, библиотека, школа-сад.

## Население

### Численность
- 2004 год — 74 хозяйства, 179 жителей.

### Динамика
- 1844 год — 18 дворов.
- 1908 год — 76 дворов, 545 жителей.
- 1916 год — 84 двора.
- 1924 год — 448 жителей.
- 1940 год — 115 дворов.
- 1959 год — 158 жителей (согласно переписи).
- 2004 год — 74 хозяйства, 179 жителей.

## Достопримечательность
- Обелиск мирным гражданам, сожженным немецко-фашистскими захватчиками в апреле 1942 года, ул. Пролетарская (номер воинского захоронения 8271)[2].
- Обелиск на месте захоронения сожженных мирных граждан в апреле 1942 года, ул. Шоссейная (номер воинского захоронения 8258)[2].